# Scraptia sagittifera
Scraptia sagittifera es una especie de coleóptero de la familia Scraptiidae.

## Distribución geográfica
Habita en Birmania.